# Rio Novo (vattendrag i Brasilien, São Paulo, lat -22,87, long -49,20)
Rio Novo är ett vattendrag i Brasilien.   Det ligger i delstaten São Paulo, i den södra delen av landet, 800 km söder om huvudstaden Brasília.
Trakten runt Rio Novo består i huvudsak av gräsmarker. Runt Rio Novo är det glesbefolkat, med 13 invånare per kvadratkilometer.